# Erwin Strikker
Erwin Strikker (Hengelo, provincie Overijssel, 22 mei 1961) is een Nederlands componist, muziekpedagoog, dirigent, pianist, trompettist en muziekuitgever.

## Levensloop
Strikker is op 13-jarige leeftijd begonnen met pianospelen. Al spoedig begeleidde hij zangers bij lied-voordrachten, maar ook als pianist in kleinere ensembles en bands. Hij studeerde trompet aan de muziekschool in Hengelo. Op 15-jarige leeftijd werd hij als trompettist lid van de Koninklijke Muziekvereniging "Excelsior”, Hengelo. Naast het harmonieorkest werden een blaaskapel en een Big-Band binnen deze vereniging opgericht, waarvan hij leider werd. 
Tijdens zijn militaire dienst maakte hij deel uit van het dienstplichtig gedeelte van de Koninklijke Militaire Kapel in Den Haag. Van 1983 tot 1985 studeerde hij aan het Conservatorium in Enschede directie bij Gert D. Buitenhuis en van 1986 tot 1993 aan het Conservatorium te Zwolle compositie bij Tera de Marez Oyens en Alex Manassen.
Vanaf 1994 is Strikker freelance musicus op trompet en piano en sinds 1996 werkt hij als docent voor compositie aan de muziekscholen in Enschede en Almelo en aan de Universiteit Twente in Enschede. In 2004 is hij begonnen als dirigent bij de Opera-, Operette- en Musicalvereniging  "Capriccio ’97". 
Als componist schrijft hij werken voor verschillende genres. Zijn werken publiceert hij vooral in zijn eigen muziekuitgave Strikker Innovative Music Design. Als componist kreeg hij verschillende prijzen, zoals in 1991 een 2e prijs in de internationale compositiewedstrijd J.I.Y.M. in Japan voor zijn compositie “Tézoemtâk” voor blaasorkest, een 2e prijs in een compositiewedstrijd van de SAMO in Nederland. Hij ontving een speciale vermelding in de internationale compositiewedstrijd van Pro Loco Corciano in Italië.

## Composities

### Werken voor orkest
- 1987 Chromatiesen, voor strijkorkest
- 1991 Epifanie, groepscompositie voor de studenten van de compositieklas van het conservatorium te Zwolle, onder leiding van Nigel Osborne
- 1992 Fuerteventura, voor trompet en orkest
- 1998 Blue Ice, voor piano en orkest
- 2002 Artic Blue, voor strijkorkest
- 2009 La caldera de la taburiente, voor symfonieorkest

### Werken voor harmonieorkest
- 1988 The Reckless Groove, voor harmonieorkest  (opdracht van het Prins Bernhard Fonds)
- 1988 Enneacles, voor piano en harmonieorkest - (het werk is gebaseerd op een enneatonische toonladder en de Javaanse pentatoniek)
- 1991 Tézoemtâk, voor harmonieorkest (won de 2e prijs tijdens het J.I.Y.M.(Japanese International Competition for Original Composition for Wind-orchestra), alsook een 2e prijs bij een compositieconcours van de S.A.M.O. Nederland, verder een bijzondere vermelding bij het Pro Loco Corciano (Concorso Internationale di Composizione Originale per Banda) in Italië)
- 1995 Karoshi (Japans voor dood door uitputting of overwerk), voor trompet, piano en harmonieorkest
- rev.2002 Oele Included part 3, "Boogie Woogie", voor harmonieorkest
- 2003 Karpathos, voor harmonieorkest

### Voor blaaskapel
- Ouverture Nostalgique
- Jubileumfanfare
- Samba con Tutti
- Pianoconcert nr. 1

### Toneelwerken

#### Musical
- sinds 1998 Chang and Eng - libretto: Oscar Wagenmans
- 2001 Groeipijn - libretto: D. Swen en I. Griffioen

#### Schouwspel
- 1994 Josje`s droom, muziek voor een kinder-schouwspel voor piano, bas, slagwerk, 2 synthesizers, tenorsaxofoon, altsaxofoon en trompet - tekst: Hans Kuyper en Sjoerd Kuyper

### Werken voor koren
- 1987 Latin Rhapsody, voor gemengd koor, piano, contrabas en slagwerk - tekst: van de componist
- 1989 Sferen nr. 1, voor gemengd koor
- 1993 Walcott`s onmacht, voor gemengd koor en dwarsfluit, hobo, klarinet, fagot, trompet, hoorn, trombone, slagwerk, piano, 2 violen, altviool, cello en contrabas

### Vocale muziek
- 1986 Hommage à Messiaen, voor sopraan, dwarsfluit, klarinet, viool en piano - tekst: van de componist
- 1992 Au dessus de nos têtes, voor 10 vrouwenstemmen en orkest - tekst: Tristan Tzara
- 1993 De Dinoflagellaat, voor sopraan, klarinet en piano - tekst: van de componist
- 1993 My house is limited, voor sopraan en trombone - tekst: van de componist
- 1995 Ontboezemingen, voor twee zangstemmen, piano, trompet, trombone, altsaxofoon en digitale instrumenten.
- 1995 De lucide droom, voor mezzosopraan, accordeon en slagwerk - tekst: Oscar Wouda
- 2003 Wo ist Dein fleissiges Lied, voor sopraan en piano - tekst: Simone Zacharias

### Kamermuziek
- 1989 Muziek voor drie groepen, voor dwarsfluit, klarinet, altsaxofoon, trompet, hoorn, trombone, tuba, 2 synthesizers en slagwerk
- 1989 Tinmo, voor koperkwintet
- 1990 Thumoleï, voor dwarsfluit, klarinet, althobo, fagot, trompet, trombone, slagwerk, piano, 2 violen, altviool, cello en contrabas
- 1992 Les Souterrains, sextet voor 3 dwarsfluiten, 2 trombones en tuba
- 1993 Rom at Korzo`s, voor baritonsaxofoon, 2 trombones en 2 tuba's
- 1993 Schichtwechsel, voor trompet, altsaxofoon, 2 hoorns, tuba en slagwerk
- 1994 Prelude to a marriage, voor twee trompetten
- 1994 The thin line, voor twee trompetten
- 2000 Die zarte berührung von Minerva, voor altsaxofoon en baritonsaxofoon, 2 hoorns, trombone, tuba, slagwerk en 4 midwinterhorns

### Werken voor orgel
- 1990 Yasoewcy, voor orgel en blokfluiten

### Werken voor piano
- rev. 2002 Enneacles, voor twee piano's

### Werken voor beiaard
- 1994 Oele included, voor trompet en beiaard - (voor een grote Mondriaan-tentoonstelling in de stadhuishal van Hengelo)
- 2004 Gamelong, voor beiaard

### Filmmuziek
- 1995 Zon boven water, documentaire van de Christelijke Hogeschool Windesheim / Mediacentrum (Zwolle)
- 1996 Ik maak er werk van, documentaire van de Hogeschool Haarlem / Centraal Bureau SOSA
- 1997 Je maakt me zo mooi, documentaire van de Christelijke Hogeschool Windesheim / Mediacentrum (Zwolle) - tekst: L. Gerritsen.